# Joinvillea plicata
Joinvillea plicata är en gräsväxtart som först beskrevs av Joseph Dalton Hooker, och fick sitt nu gällande namn av Thomas Kenneth Newell och Benjamin Clemens Masterman Stone. Joinvillea plicata ingår i släktet Joinvillea och familjen Joinvilleaceae. Inga underarter finns listade i Catalogue of Life.